# سعاد حسين (ممثلة مصرية)
سعاد حسين  (10 أكتوبر 1926  - 27 يونيو 2008)، ممثلة مصرية. عملت في عدة فرق مسرحية منها فرقة علي الكسار وفرقة نجيب الريحاني، كما شاركت في تأسيس فرقة مسرح الفكاهة.

## عن حياتها
هي والدة الفنانة سماح أنور اكتشفها كمال سليم وقدمها في فيلم البؤساء كما مارست التمثيل علي خشبة المسرح مع الفنان يوسف وهبي، عملت في فرقه علي الكسار ثم في مسرح نجيب الريحاني وظلت به لمدة 17 عاماً مثلت خلالها أكثر من 35 مسرحية منها مسرحيات استني بختك ، 30 يوم في السجن , قسمتي وإلا خمسة ثم كونت مع زوجها الكاتب والسيناريست أنور عبد الله فرقة مسرح الفكاهة وعملت في مسرحياته منها قانون الحب والبنات والثعلب والفضيحة وعملت في التلفزيون في البركان ورفاعة الطهطاوي وفات على بابي. 
شاركت كذلك في العديد من الأفلام والمسلسلات كان أبرزها مسلسل يوميات ونيس مع الفنان محمد صبحي ومسلسل رفاعة الطهطاوي في دور الملكة نازلي ومسلسلبلاغ النائب العام (1986) ومسلسل مفتش المباحث (1979) مع صلاح ذو الفقار وليلى طاهر وفيلم دقات على بابي مع مصطفى فهمي وهدى سلطان وكريمة مختار وفيلم زيارة سرية (1981) مع صلاح ذو الفقار وفيلم ريا وسكينة (1983) مع يونس شلبي وشريهان وحسن عابدين ومحمود القلعاوي.

## وصلات خارجية
- سعاد حسين على موقع IMDb (الإنجليزية)
- سعاد حسين على موقع قاعدة بيانات الأفلام العربية